# Maricao (plaats)
Maricao is een plaats (zona urbana) in het Amerikaanse unincorporated territory Puerto Rico, en valt bestuurlijk gezien onder gemeente Maricao.

## Demografie
Bij de volkstelling in 2000 werd het aantal inwoners vastgesteld op 1123.

## Geografie
Volgens het United States Census Bureau beslaat de plaats een oppervlakte van 0,4 km², geheel bestaande uit land. Maricao ligt op ongeveer 564 m boven zeeniveau.

## Plaatsen in de nabije omgeving
De onderstaande figuur toont nabijgelegen plaatsen in een straal van 64 km rond Maricao.